# Río Chilintomo
Der Río Chilintomo ist der etwa 60 km lange rechte Quellfluss des Río Jujan im Westen von Ecuador in den Provinzen Los Ríos und Guayas.

## Flusslauf
Der Río Chilintomo entspringt am Fuße der Cordillera Occidental auf einer Höhe von etwa 150 m. 
Er durchfließt das ecuadorianische Küstentiefland in überwiegend nordwestlicher Richtung. Die Provinzgrenze zwischen Guayas und Los Ríos verläuft entlang dem Flusslauf.
Bei Flusskilometer 35 passiert der Fluss die am Ostufer gelegene Kleinstadt Mata de Cacao. Der Río Chilintomo erreicht schließlich nordöstlich von Jujan den weiter westlich und südlich verlaufenden Río Los Amarillos, mit dem er sich zum Río Jujan vereinigt.